# Helichrysum splendidum
Helichrysum spledidum es una especie de plantas de la familia Asteraceae. 

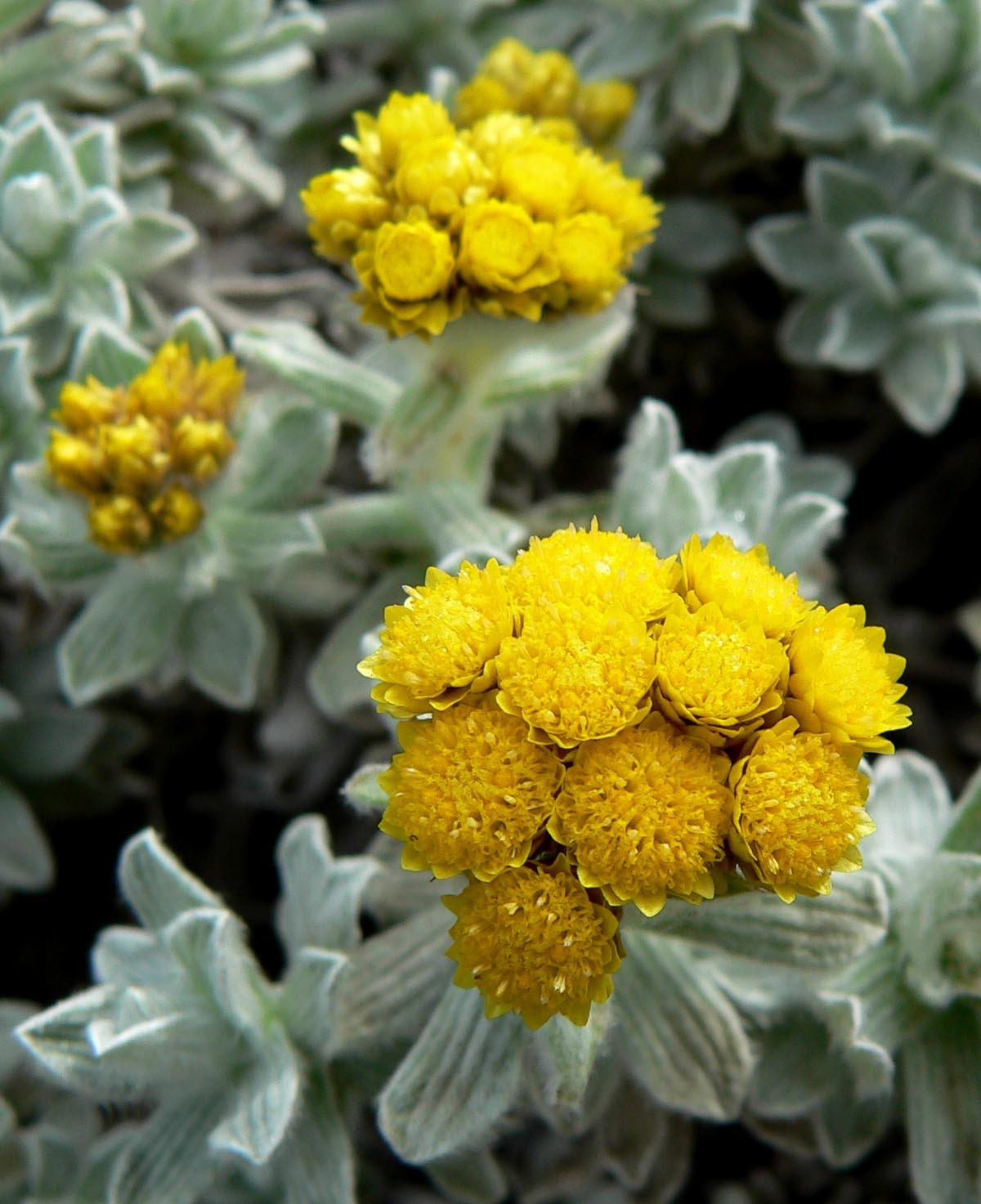
Inflorescencia

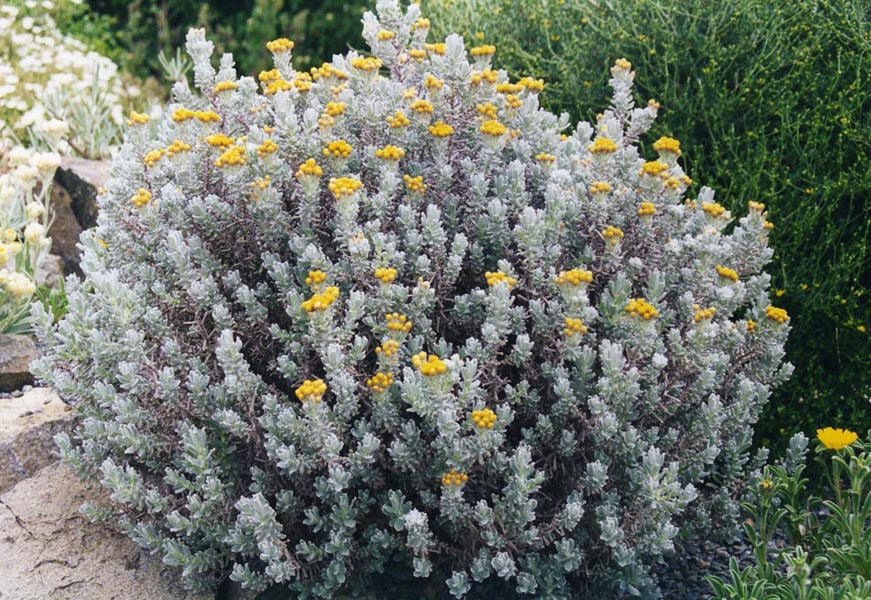
Vista de la planta

## Descripción
Es un denso arbusto de hoja perenne que habita en las montañas de África desde Etiopía hasta El Cabo. Crece hasta 1,5 m de alto y ancho. Tiene hojas estrechas apiñadas revestidas de pelos blancos como telarañas. Da profusas cabezuelas pequeñas de flores amarillo-doradas desde el verano hasta el otoño. Resistente a las heladas.

## Taxonomía
Helichrysum splendidum fue descrita por (Thunb.) Less. y publicado en Synopsis Generum Compositarum 286. 1832.
Etimología
Helichrysum: nombre genérico que deriva del griego antiguo ἕλιξ helix = "retorcido" y χρυσός crisós = "oro".
splendidum: epíteto latíno que significa "espléndida"
Sinonimia
- Gnaphalium splendidum Thunb.,
- Gnaphalium abyssinicum Sch.Bip.,
- Gnaphalium splendidum Thunb.,
- Gnaphalium strictum Lam.,
- Helichrysum abyssinicum Sch.Bip. ex A.Rich.,
- Helichrysum acrobates Bullock,
- Helichrysum hendersonae S.Moore,
- Helichrysum strictum (Lam.) Druce